# Бастіон (футбольний клуб)
«Бастіо́н» — професійний футбольний клуб з міста Чорноморська Одеської області. Виступав у другій лізі чемпіонату України. Чемпіон ААФУ 2007 року. Виступав у чемпіонаті і Кубку ААФУ 2008 року.
Восени 2011 року клуб подав до ПФЛ України заявку на проходження процедури атестування, щоб отримати можливість взяти участь у другій лізі чемпіонату України 2012/13.
12 липня 2012 року, за день до початку виступів серед професіональних футбольних клубів іллічівський «Бастіон» повідомив Адміністрацію ПФЛ про бажання припинити участь у змаганнях під егідою ПФЛ та вийти з її складу.

## Відомі гравці
- В'ячеслав Куянов